# Tremplin (aéronautique)
Pour les articles homonymes, voir Tremplin.

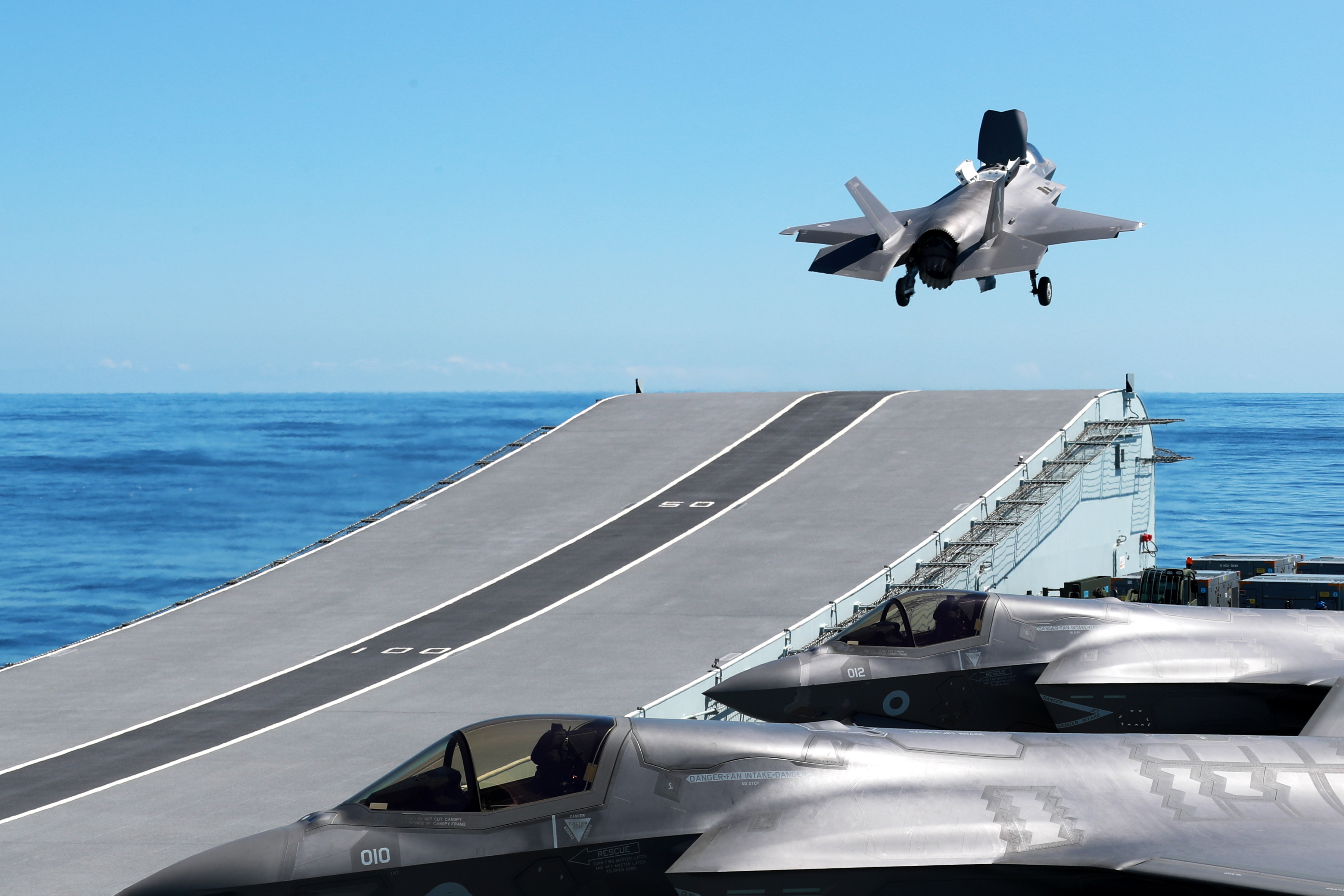
Un F-35B de la Royal Air Force décollant du tremplin du en septembre 2020.

En aéronautique, un tremplin est une rampe incurvée permettant à un avion de décoller depuis une piste d’une longueur inférieure à sa distance de décollage normale. En envoyant l'avion vers le haut, le décollage peut être effectué à une vitesse inférieure à celle où l’aile devient portante, en lui permettant de continuer à accélérer en l’air plutôt que sur la piste. Les tremplins sont principalement utilisés pour lancer des avions à partir de porte-avions dépourvus de catapultes.

## Principe

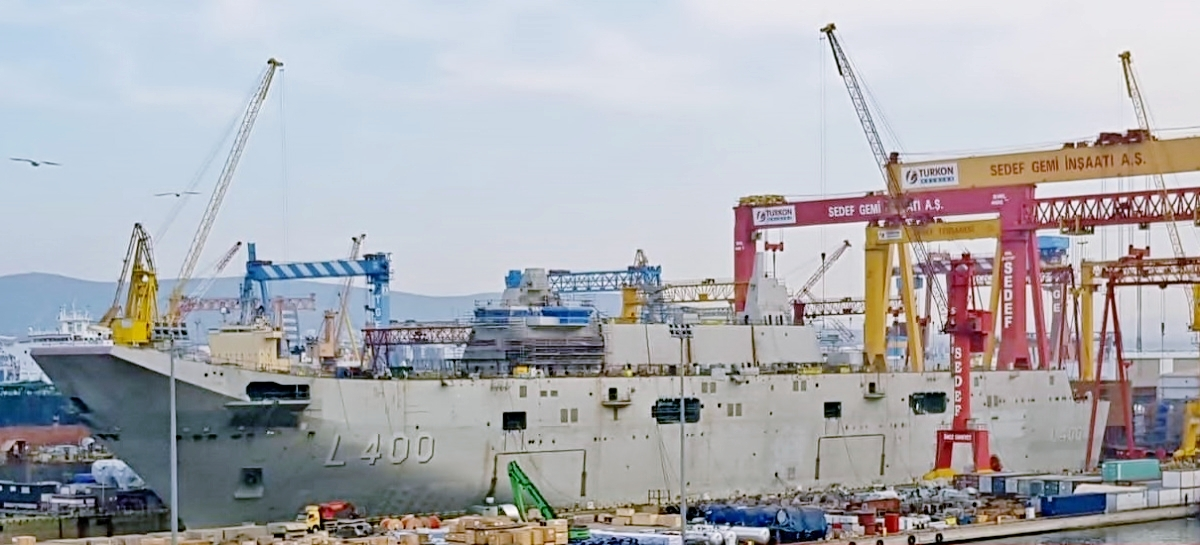
Le landing helicopter dock Turque TCG Anadolu, muni d’un tremplin.

Un aéronef à voilure fixe doit effectuer une longue accélération pour parvenir à décoller, la portance générée par les ailes augmentant en fonction de la vitesse. Lorsque celle-ci devient suffisamment élevée, la force de portance dépasse le poids de l’appareil, et celui-ci devient capable de voler. Lorsque l’aéronef ne peut utiliser que ses propres moteurs pour atteindre sa vitesse de décollage, une piste longue est nécessaire au décollage. Sur un porte-avions, la courte longueur du pont d’envol ne permet pas à la plupart des avions d’atteindre leur vitesse de décollage avant d’arriver au bout du pont. Dans un tel cas, la portance étant inférieure à la gravité, l'appareil perdra de l'altitude une fois que ses roues auront quitté le pont, et finira par tomber dans la mer.
Pour éviter cela, placer un tremplin à l'extrémité du pont d’envol permet de donner un léger angle d’incidence positive à l’avion, ce qui convertit une partie de sa vitesse horizontale en vitesse ascensionnelle. La vitesse de l’appareil étant toujours insuffisante pour générer une portance suffisante, son taux de montée commencera à diminuer dès qu'il quittera le pont d’envol. L’emploi du tremplin donne à l'avion plus de temps pour continuer à accélérer en l’air : ainsi, au moment où sa vitesse ascensionnelle sera tombée à zéro, sa vitesse horizontale sera suffisante pour que les ailes produisent la portance nécessaire au vol. L’avion se retrouve donc en vol, sans jamais être descendu sous le niveau du pont d’envol.
Beaucoup de marines militaires ne peuvent disposer que de porte-aéronefs dépourvus de catapultes : les avions de leurs aéronavales ne peuvent donc décoller qu’à l’aide de leurs propres moteurs. Dans ce cas, l’utilisation d’un tremplin permet le décollage d’appareils plus lourds que ne le permettrait un pont horizontal. Toutefois, cette technique ne permet pas le décollage avec une charge utile aussi élevée que ce que permet l’emploi de catapultes.

## Historique

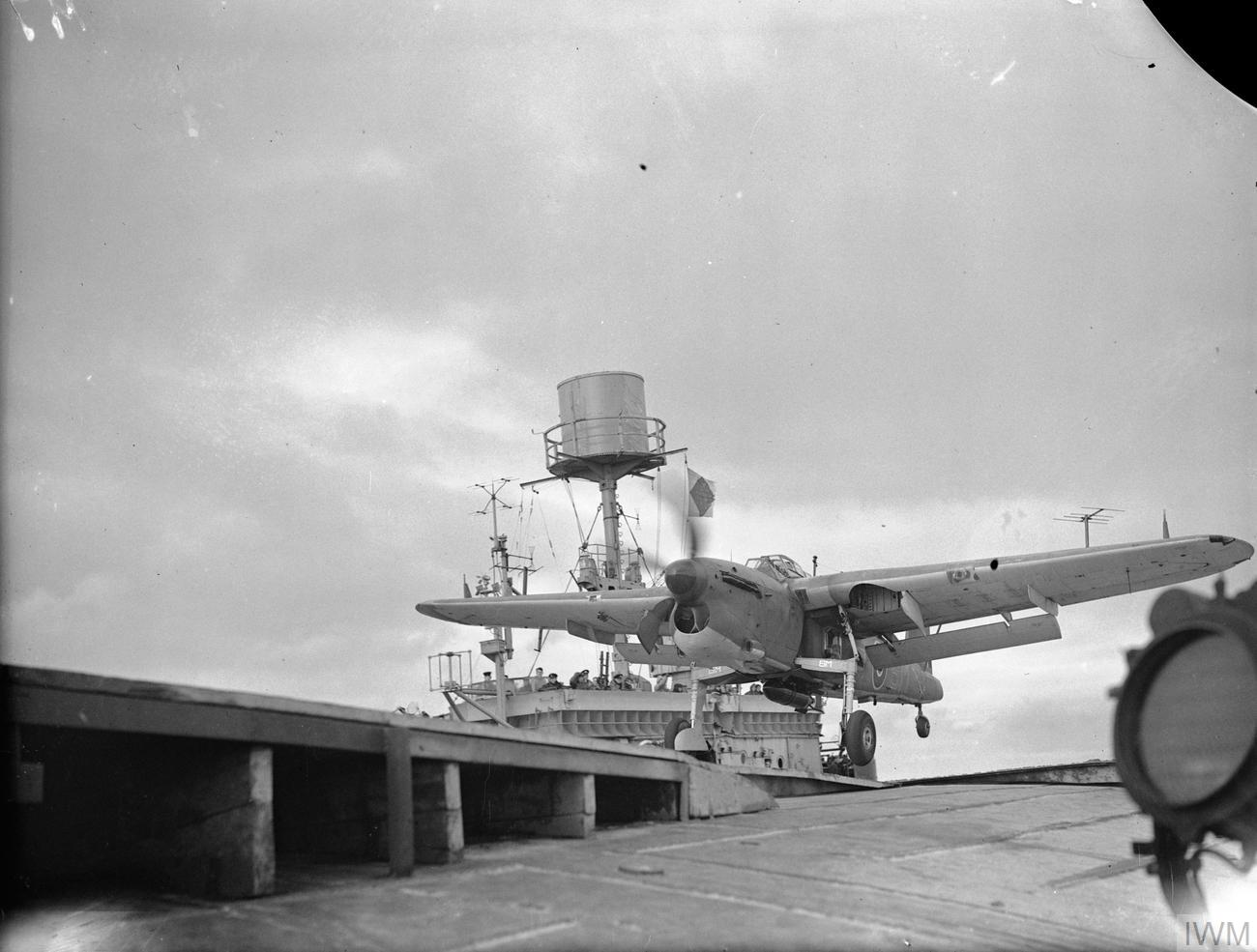
Un Fairey Barracuda décolle du tremplin établi sur le en 1944. La structure en bois du tremplin est clairement visible.

Dans les premiers temps de l’aéronautique navale, il est possible pour les porte-avions de se contenter de virer face au vent et d’accélérer à pleine vitesse, celle-ci venant s’ajouter à la celle de l'avion pour permettre son décollage. Durant la Seconde Guerre mondiale, l’augmentation du poids des avions embarqués rend souhaitable le développement de procédures de décollage assisté. Cela conduit à la mise au point pour l’US Navy de catapultes accélérant les avions jusqu’à leur vitesse de décollage, utilisables en particulier pour le lancement d’appareils lourds, ou lorsqu’un changement de cap n’était pas souhaitable. Une autre technique est employée par la Royal Navy en 1944 lors de l’opération Mascot contre le cuirassé allemand Tirpitz : un tremplin temporaire est installé à l'extrémité du pont d'envol du HMS Furious pour aider au décollage des Fairey Barracuda chargés de bombes.
L’augmentation continue de la masse des appareils embarqués après la Seconde Guerre mondiale conduisit à craindre que les catapultes ne puissent plus suffire à faire décoller les nouveaux appareils. Ainsi, en 1952, paraît une étude de la NACA qui propose l'utilisation d'un tremplin placé après la catapulte, .
L’idée d’employer un tremplin pour aider au décollage d’appareils à décollage court et atterrissage vertical comme le Hawker-Siddeley Harrier est étudiée en 1973 dans la thèse de Master of Philosophy du Lieutenant commander Taylor de la Royal Navy. Des essais sont ensuite effectués à la base aérienne de Bedford, en utilisant le prototype de Harrier à deux places G-VTOL sur des tremplins de différents angles d’inclinaison,. L’expérience montre que les performances du tremplin augmentent avec l’angle de celui-ci : toutefois, l’angle minimum est choisi pour éviter une sollicitation excessive du train d’atterrissage. À la suite de ces expériences, la Royal Navy choisit de munir les porte-avions de classe Invincible d’un tremplin qu’ils emploieront pour lancer leurs Harrier.
Depuis 2017, à l’exception de l’US Navy et de la Marine nationale française, la totalité des marines militaires possédant une aviation embarquée utilisent des tremplins pour lancer leurs aéronefs à voilure fixe.

## Emploi sur porte-avions

### STOBAR

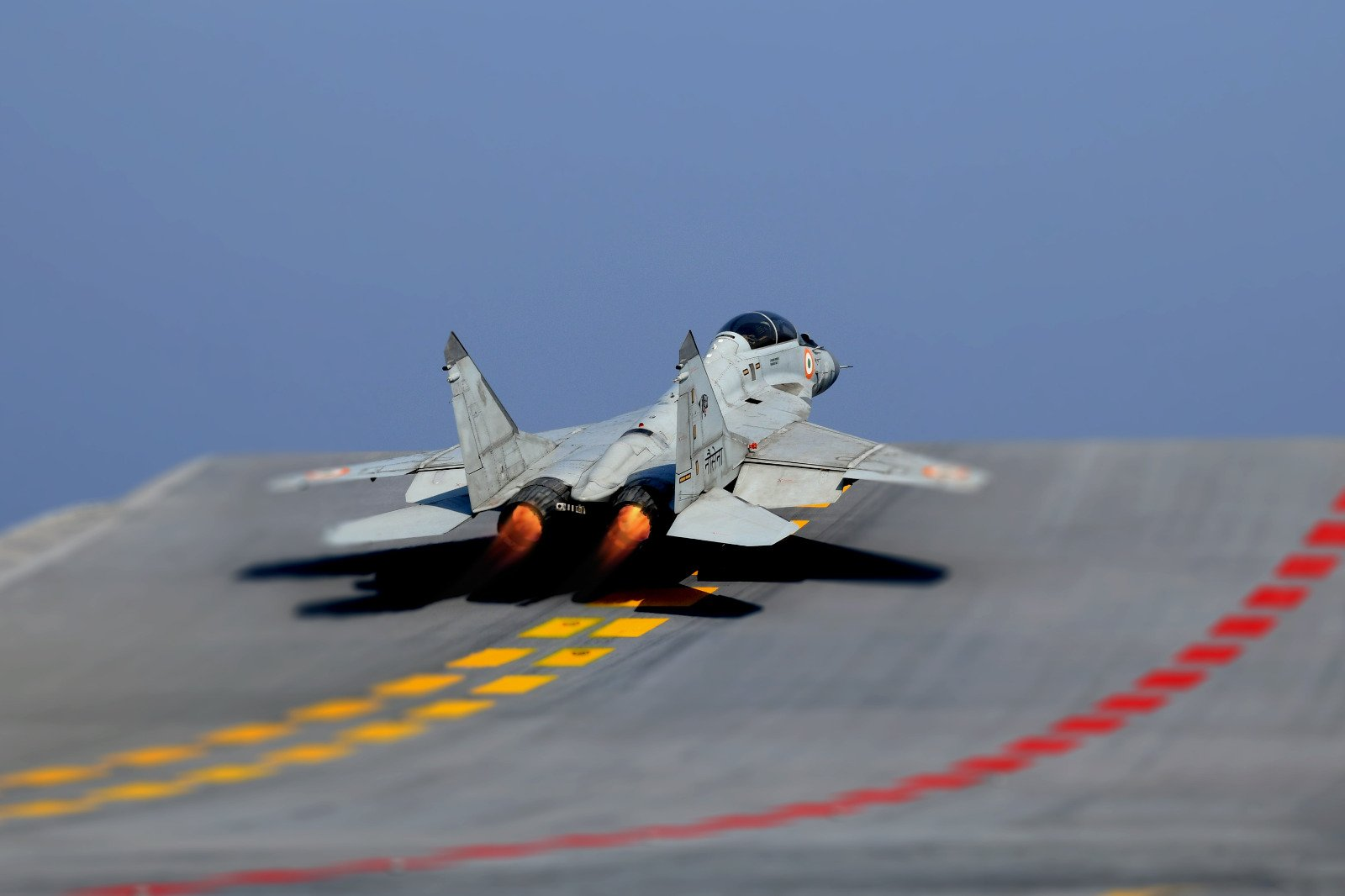
Un MiG-29K décolle du porte-avions Vikrant.

Sur les porte-avions de type STOBAR, les avions embarqués sont lancés à l’aide d’un tremplin. Le pilote augmente la poussée du réacteur en allumant la postcombustion, tout en maintenant l’appareil sur place à l’aide des freins. Des cales escamotables dans le pont sont utilisées pour le garder immobile. Lorsqu’il reçoit l’ordre de décollage, le pilote lâche les frein, les cales sont escamotées, et l’avion se met à accélérer rapidement. Le passage sur le tremplin permet d’envoyer l’appareil à la fois vers le haut et vers l'avant.
Grâce à ce système, un MiG-29 lancé depuis le tremplin du porte-avions Amiral Kouznetsov peut décoller à une vitesse d’environ 70 nœuds (130 kilomètres par heure) au lieu de 140 kt (259 km/h) — les valeurs exactes dépendant de divers facteurs, comme le poids en charge de l’appareil. Lorsque l’avion quitte le tremplin, il tombe de 15 mètres et ne reprend de l'altitude qu'après 8 à 10 secondes de vol.

### STOVL

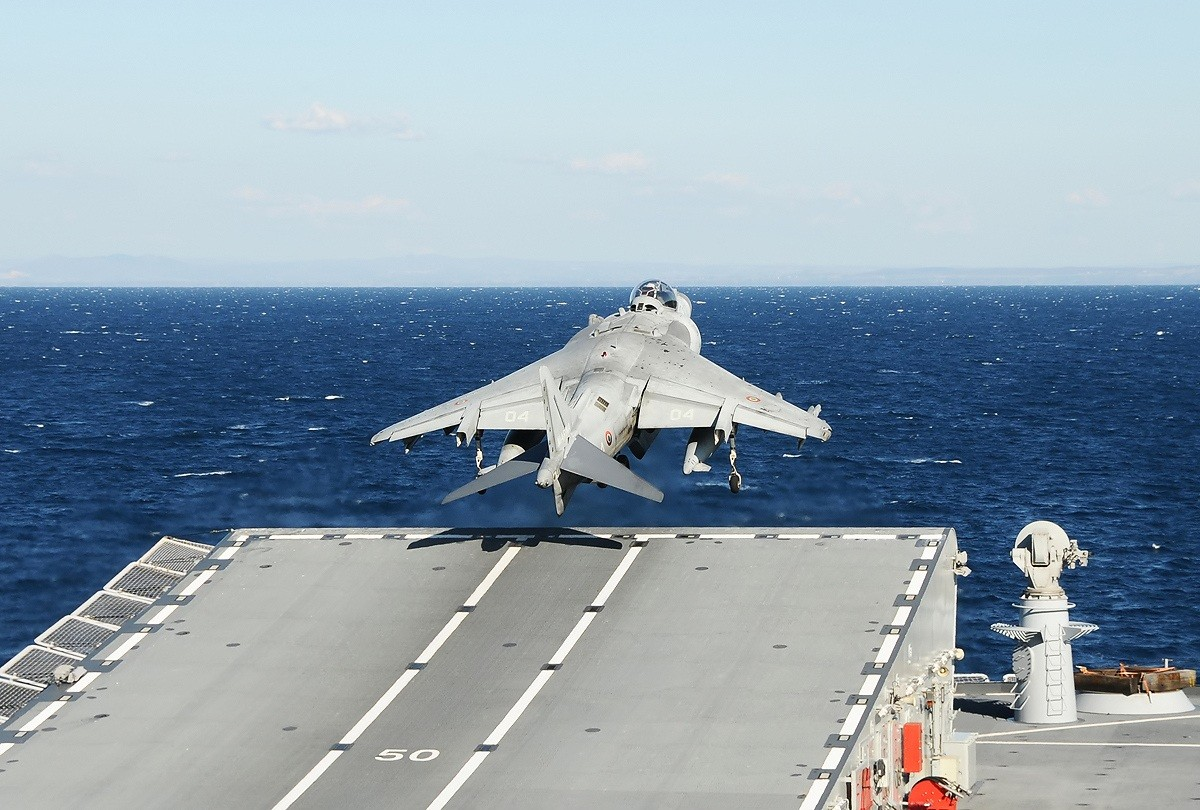
Un AV-8B décolle du tremplin du Cavour

Sur les porte-avions de type STOVL, les avions à décollage court et atterrissage vertical commencent leur décollage de façon conventionnelle, les tuyères à poussée vectorielle étant positionnées pour fournir une poussée maximale vers l’avant. Lorsque l’appareil approche du tremplin, les tuyères pivotent pour fournir une poussée verticale en plus de la poussée horizontale. Un tel mode de décollage permet à l’appareil d’emporter une masse plus importante que lors d’un décollage horizontal sans assistance, le tremplin permettant de bénéficier d’une impulsion verticale au moment où cela est le plus nécessaire, c’est-à-dire lorsque la vitesse de décollage est la plus basse .
Le décollage à l’aide d’un tremplin assure une meilleure sécurité aux appareils à décollage court que celui depuis un pont plat classique. En effet, par exemple, lorsqu’un AV-8B Harrier décolle du pont plat d’un LHA de l’US Navy, il termine sa course à 18 m au-dessus de l’eau. Dans ces circonstances, il ne peut pas immédiatement prendre d’altitude, en particulier si le porte-aéronefs a tangué durant le décollage. Avec un tremplin, le même Harrier pourra immédiatement prendre de l’altitude, le seul élan obtenu grâce au dispositif le portant de 45 à 60 m  au-dessus de l’eau.
Ainsi, en 1988, une série d’expériences menées lors d’une mission d’un détachement de AV-8B Harrier de l’US Marine Corps sur le porte-aéronefs Principe de Asturias a permis de constater que, dans des conditions de décollage qui auraient nécessité l’emploi de la totalité des 230 m du pont d’un LHA de classe Tarawa, le tremplin incliné à 12° du navire espagnol permettait un décollage en seulement 90 m. Cette amélioration de la distance de décollage, spectaculaire pour un navire sans catapultes, est alors qualifiée de «rien moins qu'incroyable».

## Emploi à terre

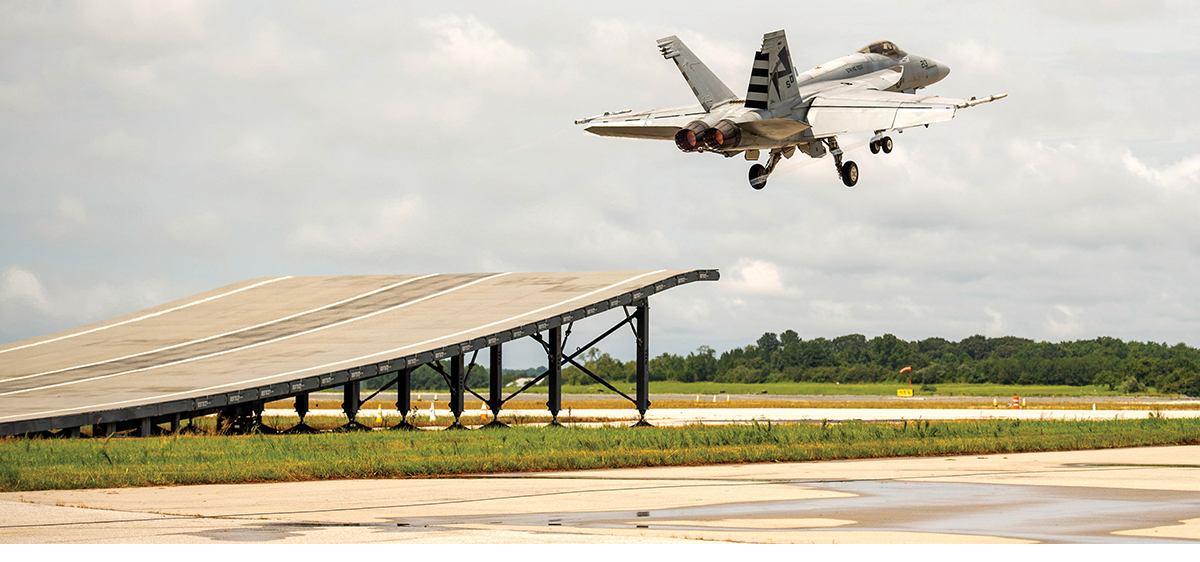
Décollage d’un Super Hornet avec un tremplin terrestre, lors manifestation à Patuxent River.

L’US Air Force a envisagé l’utilisation de tremplins à terre afin de permettre des décollages depuis des terrains courts, en particulier comme solution au problème posé par la possible destruction des pistes durant la guerre froide. Les études ont permis d’établir que l’utilisation d’un tremplin d’un angle de 9° permettait de réduire de moitié la course au décollage d'un F/A-18 Hornet.

## Classes de porte-aéronefs munis de tremplins

### STOBAR
- classe Amiral Kouznetsov ( Marine soviétique puis  Marine russe,  Marine chinoise - 2 exemplaires, lancés à partir de 1985)
- INS Vikramaditya ( Marine indienne - Converti en 2013)
- Shandong ( Marine chinoise - 2017)
- INS Vikrant ( Marine indienne - 2023)

### STOVL
- Classe Invincible ( Royal Navy - 3 ex., 1977)
- HMS Hermes ( Royal Navy puis  Marine indienne - Converti en 1981)
- Príncipe de Asturias ( Marine espagnole - 1982)
- INS Vikrant ( Marine indienne - Converti en 1983)
- Giuseppe Garibaldi ( Marina Militare - 1985)
- Chakri Naruebet ( Marine royale thaïlandaise - 1997)
- Classe Juan Carlos I ( Marine espagnole,  Royal Australian Navy,  Marine turque - 4 ex., 2008)
- Cavour ( Marina Militare - 2009)
- Classe Queen Elizabeth ( Royal Navy - 2 ex., 2017)
- Trieste ( Marina Militare - 2022)